# ビクトル・カンプサーノ
ビクトル・カンプサーノ・ボニージャ（Víctor Campuzano Bonilla、1997年5月31日 - ）は、スペイン・カタルーニャ州バルセロナ県バルセロナ出身のサッカー選手。スポルティング・ヒホン所属。ポジションはFW。

## 来歴
地元バルセロナ近郊の地域リーグの下部組織から、2011年にRCDエスパニョールのカンテラに入団。2016年5月17日にレアル・マドリードの下部組織・レアル・マドリード・カスティージャ入りが発表され、3年契約を締結。10月8日のセグンダ・ディビシオンBのCDトレド戦でプロデビュー。セグンダBの2シーズンで47試合8得点を記録した。
2018年7月16日、エスパニョールと契約し、Bチームに登録。2018-19シーズンはBチームで32試合15ゴールを決め、2019-20シーズンにトップチームに昇格。同シーズン開幕戦となった、2019年8月18日のセビージャFC戦で、ラ・リーガデビューを果たした。
2021年2月1日、スポルティング・デ・ヒホンに移籍した。